# San Jose (Illinois)
San Jose è un villaggio degli Stati Uniti d'America, situato nello Stato dell'Illinois, diviso tra la contea di Marshall e la contea di Logan.